# Білий шаман
«Білий шаман» (рос. «Белый шаман») — російський радянський 3-серійний художній телефільм 1982 року за однойменним романом Миколи Шундіка.

## Сюжет
Дія відбувається в 1930—1940-х роках на Чукотці. Зі встановленням радянської влади в стійбищі наступають зміни. Головний герой — мисливець Пойгін — усвідомлює значення того, що відбувається не відразу. Відбувається низка подій: зіткнення з Чорним шаманом, який спробував відібрати у мисливця улюблену жінку, зустріч з начальником культбази Медведєвим й інше. Пойгін спостерігає за подіями, які в підсумку визначають його життєву позицію. Він стає головою першого колгоспу на Чукотці.

## У ролях
- Джамбул Худайбергенов —  Пойгін
- Есболган Жайсанбай —  Ятчоль
- Болот Бейшеналієв —  Вапискат, Чорний шаман
- Байтен Омаров —  багатий оленевод Етикай
- Володимир Сєдов —  Артем Петрович Медведєв, начальник культбази
- Микола Олялін —  Степан Чугунов
- Нурмухан Жантурін —  Рирка
- Меруерт Утекешева —  Мемель
- Вадим Андрєєв —  Журавльов
- Гульжан Аспетова —  Пепев
- Олег Бєлов —  Ігор Семенович Величко, завідувач райвно
- Світлана Тормахова —  Медведєва
- Аміна Умурзакова —  Еккі
- Мендібай Утепбергенов —  Майна-Воопка, чоловік Пепев, батько Омрикая
- Світлана Хілтухіна —  Кайт
- Лілія Макєєва —  медсестра

## Знімальна група
- Режисер — Анатолій Ніточкин
- Сценарист — Микола Шундік
- Оператор — Темерлан Зельма
- Композитор — Едуард Артем'єв
- Художник — Іван Тартинський